# Mancomunidad de La Ribera
La Mancomunidad de La Ribera es el ente supramunicipal que agrupa a los municipios de la Comarca de Tudela, Navarra (España). Fue creada en octubre de 1989 con el nombre de Mancomunidad de Residuos Sólidos Urbanos de la Ribera para prestar el servicio de recogida y tratamiento de basuras en los municipios mancomunados. Sin embargo, a lo largo de los años fue adquiriendo nuevas competencias como la gestión del lazareto de animales, la limpieza viaria, la gestión de la oficina comarcal de rehabilitación de viviendas, el alquiler de escenarios y gradas, etc. Por esa razón en 2011 la Mancomunidad modificó sus estatutos para sustituir su primitiva denominación oficial (que circunscribía su actuación a la recogida de residuos) por la que actualmente ostenta de Mancomunidad de la Ribera, más adecuada al carácter de mancomunidad plurifuncional de servicios que en la actualidad posee.
La sede de la mancomunidad se encuentra en la ciudad de Tudela (Paseo de los Grillos 17).

## Municipios integrantes
La mancomunidad está integrada actualmente por los mismos 19 municipios de la Ribera Baja de Navarra que decidieron constituirla en 1989: Ablitas, Arguedas, Barillas, Buñuel, Cabanillas, Cascante, Castejón, Cintruénigo, Corella, Cortes, Fitero, Fontellas, Fustiñana, Monteagudo, Murchante, Ribaforada, Tudela, Tulebras y Valtierra. 
La población total de los municipios mancomunados asciende a 87.714 habitantes a fecha 1 de enero de 2018 lo que la convierte en la segunda mancomunidad de Navarra por población.

## Gobierno y administración
Los órganos directivos de la Mancomunidad de la Ribera son el presidente de la Mancomunidad, el vicepresidente de la Mancomunidad, la Comisión Ejecutiva y la Asamblea.

### Presidente de la Mancomunidad
El presidente de la Mancomunidad de la Ribera es elegido por la Asamblea de la mancomunidad de entre los alcaldes y concejales de los municipios mancomunados que ostenten la condición de vocales de la Asamblea.
| Periodo   | Presidente                 | Municipio | Cargo municipal | Partido político |
| --------- | -------------------------- | --------- | --------------- | ---------------- |
| 1989-1991 | Aurelio Rubio Carracedo    | Tudela    | concejal        | PSN-PSOE         |
| 1991-1995 | Aurelio Rubio Carracedo    | Tudela    | concejal        | PSN-PSOE         |
| 1995-1999 | Matías Jiménez Lázaro      | Corella   | alcalde         | UPN              |
| 1999-2003 | César Ignacio Pérez Garde  | Tudela    | concejal        | UPN              |
| 2003-2007 | José María Navarro Fandos  | Tudela    | concejal        | UPN              |
| 2007-2011 | José María Navarro Fandos  | Tudela    | concejal        | UPN              |
| 2011-2015 | María Isabel Echave Blanco | Tudela    | concejal        | UPN              |
| 2015-2019 | Tomás Aguado Martínez      | Murchante | alcalde         | PSN-PSOE         |
| 2019-2023 | Fernando Ferrer Molina     | Tudela    | concejal        | NA+              |
| 2023-     | Fernando Ferrer Molina     | Tudela    | concejal        | UPN              |

## Gestión de los residuos urbanos, centro de tratamiento de El Culebrete
La Mancomunidad de La Ribera dispone de una planta para el tratamiento de residuos sólidos urbanos, situada en Tudela, en el término de El Culebrete. Estas instalaciones incluyen una planta de biometanización de materia orgánica, otra de reciclaje de envases y una última para el tratamiento de residuos industriales.
La planta de tratamiento de residuos de Tudela de El Culebrete inició su actividad a finales del año 2006 con el objetivo de tratar la fracción resto de los residuos urbanos generados en la Mancomunidad de la Ribera. Posteriormente, una vez constituido el Consorcio de Residuos Urbanos de Navarra, la planta se adscribió al Consorcio para dar tratamiento además a los residuos generados por otras mancomunidades. En 2012 se recibieron residuos de las mancomunidades de Ribera Alta, Mairaga, Valdizarbe, Sangüesa, Sakana, Irati (antes Zona 10), Bidausi, Esca-Salazar, Mendialdea y Alto Araxes.
La instalada en Tudela es la primera planta de biometanización de residuos orgánicos urbanos de Navarra. En la planta se realiza un proceso por el cual la basura con gran cantidad de materia orgánica (procedente en general de los contenedores verdes), tras separarse los productos reciclables, se tritura, se mezcla con agua y se somete a un  proceso biológico anaeróbico de biometanización. De esta manera las bacterias convierten la materia orgánica en gas metano que permitirá la producción de energía eléctrica, y en fango biológico. Este último se mezcla con astillas de madera para realizar un compostaje aeróbico que producirá compost.
A la planta de tratamiento de envases llega papel, cartón, envases y plásticos sueltos, y mediante un proceso de separación de los mismos se separan los distintos materiales que forman el residuo, de manera que son aptos para su reciclaje.
Como forma de adecuarse al objetivo fijado por el Plan Integrado de Gestión de Residuos de Navarra (PIGRN) que contempla que para el año 2020 se recoja separadamente el 50% de los biorresiduos; en 2013, la mancomunidad anunció que implantará de manera progresiva el 5º contenedor discriminado para la recogida selectiva de la materia orgánica. Tarea que comienza a realizar a partir de diciembre de 2014.

### Problemas de lixiviados en la Reserva Natural de la Balsa de Pulguer
El departamento de Medio Ambiente del Gobierno de Navarra ha considerado en varias ocasiones iniciar expedientes sancionadores contra la Mancomunidad de La Ribera. Al menos en una ocasión el problema se ha producido tras detectar un vertido de lixiviados con alta carga contaminante que alcanzó la cercana Reserva Natural de la Balsa de Pulguer. El problema se debería a posibles filtraciones procedentes del vertedero, y podría haber sido la causa de la muerte de 1.550 ovejas de una ganadera local. El grupo de Ecologistas en Acción de Navarra ha denunciado los hechos.
Así mismo, la planta ha recibido en varias ocasiones sanciones por deficiencias en el tratamiento de los residuos y por producción de lixiviados. Estas se han producido tras las inspecciones realizadas por técnicos del Gobierno de Navarra. A resultas de ello, la Mancomunidad ha tenido que hacer frente a dos multas con valores de 9.000 y 13.000 euros.